# Suisen (Schiff, 1996)
Die Suisen (すいせん) war ein 1996 in Dienst gestelltes Fährschiff der japanischen Reederei Shin Nihonkai Ferry, das bis 2012 im Einsatz stand. Nach mehrjähriger Liegezeit befand sich die Fähre seit 2019 im Besitz der südkoreanischen Reederei Hanchang Shipping und trug den Namen Hanchang Gangwon (koreanisch: 한창강원호), eine geplante Modernisierung und erneute Indienststellung blieb aufgrund der COVID-19-Pandemie unverwirklicht. 2022 ging das Schiff zum Abbruch nach Chittagong.

## Geschichte
Die Suisen wurde am 17. Juli 1995 unter der Baunummer 3063 in der Werft von IHI in Tokio auf Kiel gelegt und lief am 26. Oktober 1995 vom Stapel. Nach der Ablieferung an Shin Nihonkai Ferry am 30. Mai 1996 nahm sie am 11. Juni 1996 den Fährdienst von Tsuruga nach Otaru auf. Am selben Tag absolvierte auch ihr Schwesterschiff Suzuran seine Jungfernfahrt.
Seit September 2002 stand die Suisen auf der Strecke von Tomakomai nach Tsuruga im Einsatz. Am 2. Juli 2012 beendete das Schiff nach 16 Dienstjahren seine letzte Überfahrt für Shin Nihonkai Ferry und wurde anschließend in Sakaide aufgelegt.
Nach fast sieben Jahren Liegezeit ging die Suisen im April 2019 in den Besitz der südkoreanischen Reederei Hanchang Shipping und erhielt den Namen Hanchang Gangwon. Im September traf das Schiff in Sokcho ein, wo es für den weiteren Betrieb modernisiert und im März oder April 2020 zwischen Südkorea, Japan, China und Russland in Dienst gestellt werden sollte. Diese Pläne blieben jedoch aufgrund der beginnenden COVID-19-Pandemie unverwirklicht. Stattdessen lag die Hanchang Gangwon weiterhin aufgelegt in Sokcho. Im März 2022 wurde das Schiff zum Abbruch nach Bangladesch verkauft. Unter dem Überführungsnamen Gangwon 1 und der Flagge der Komoren traf die Fähre im September 2022 bei den Abwrackwerften von Chittagong ein.